# Джим Томсон
Джим Томсон (англ. Jim Thomson, нар. 30 грудня 1965, Едмонтон) — колишній канадський хокеїст, що грав на позиції крайнього нападника.

## Ігрова кар'єра
Професійну хокейну кар'єру розпочав 1985 року.
1984 року був обраний на драфті НХЛ під 185-м загальним номером командою «Вашингтон Кепіталс». 
Протягом професійної клубної ігрової кар'єри, що тривала 10 років, захищав кольори команд «Вашингтон Кепіталс», «Гартфорд Вейлерс», «Нью-Джерсі Девілс», «Лос-Анджелес Кінгс», «Оттава Сенаторс» та «Анагайм Дакс».